# Another Fine Mess
Din nou în încurcătură (în engleză Another Fine Mess este un film de comedie cu Stan și Bran, lansat în 1930. El are o durată de 28 de minute și era format din patru role. Filmul a fost regizat de James Parrott, produs de Hal Roach și distribuit de Metro-Goldwyn-Mayer. 

## Rezumat
Colonelul Wilburforce Buckshot, vrea să vândă vila sa, în care mai locuiau și majordomul său Hives, și menajera sa Agnes! după ce, Colonelul Wilburforce Buckshot a părăsit vila să plece într-un safari, nici majordomul său Hives, dar nici menajera sa Agnes, numai stau prea mult! astfel că cei doi, majordomul său Hives și menajera sa Agnes, se schimbă de haine și urmează să plece în altă parte, într-o vacanță! între timp, Stan și Bran, urmăriți de poliție, sunt căutați, fiind niște vagabonzi! cei doi găsesc cu greu, un loc să se ascundă de poliție, dar nimeresc chiar în vila, pe care colonelul Buckshot, vrea să o vândă! atât Stan cât și Bran, nu doresc totuși să cumpere vila respectivă! însă știu că se ascund de poliție măcar! în încercarea de a verifica să vadă dacă îi urmăresc polițiștii, strică perdelele când să le tragă în jos! le lasă așa, însă apare o mașină cu doi cumpărători, potențiali ai vilei! Stan și Bran, astfel pun la cale un plan, Stan se deghizează în majordomul Hives! și îi invită în vilă pe cei doi cumpărători, domnul Plumtree, și doamna Plumtree! Stan ca majordomul Hives, le zice spune, să îl aștepte puțin pe colonelul Buckshot, și astfel și Bran se deghizează în colonelul Buckshot! el sosește, și discută eventual despre preluarea vilei! doamna Plumtree dorește să știe dacă mai au, și alți servitori! Bran ca colonelul Buckshot, răspunde! avem și o menajeră chiar, Agnes! apoi doamna Plumtree, răspunde! interesant! aș vrea să o cunosc! Bran ca colonelul Buckshot îl roagă pe Stan ca majordomul Hives, să o cheme pe Agnes! Stan ca majordomul Hives, răspunde! Oh Agnes! după care, Bran îl îmbrâncește pe Stan, și apoi cei doi merg într-o cameră separată, unde Bran îl roagă pe Stan, să fie el menajera Agnes, spunând! tu m-ai băgat în rahatul ăsta, tu mă scoți din el! hai mișcă-te! Stan fluieră, și Bran apoi răspunde, trebuie să fie poștașul! apoi îl vede pe Stan, și el întreabă, ce să fac cu asta! apoi Bran răspunde, îmbracăte cu ea, o porți pe tine! apoi Bran, continuă discuția cu domnul Plumtree, și îi arată tablourile sale, verificând și fereastra! apoi apare, și Stan, de data aceasta, ca menajera Agnes! Bran îi prezintă domnului Plumtree, pe menajera Agnes! asta este, menajera noastră Agnes! domnul Plumtree, apoi răspunde, ce interesant! ce seamănă menajera Agnes, cu majordomul Hives! după care Bran, răspunde! păi da desigur, sunt gemeni! apoi domnul Plumtree, îi răspunde lui Agnes! vezi că te așteaptă, soția mea jos! îți transmite salutări, și vrea să discute cu tine! apoi Stan, ca menajera Agnes, se duce să discute cu soția domnului Plumtree! numai că cade pe scări, și i se deranjează dresul! apoi aude că este chemat, se aranjează bine, și vine să discute cu doamna Plumtree! numai că înainte de a se așeza, i se rupe ceva la fund! apoi doamna Plumtree, răspunde! ah, deci tu ești Agnes, nu-i așa? Stan ca fiind menajera Agnes, răspunde, da eu sunt menajera Agnes! doamna Plumtree, apoi răspunde, ce asemănare izbitoare, este între tine și majordomul Hives! și se uită la ea, cu un monoclu! și apoi o apucă râsul! apoi Stan ca Agnes, răspunde, eh suntem gemeni! doamna Plumtree, răspunde! interesant! au loc discuții ciudate ca între fete! știi aș vrea, să îți propun ceva! aș vrea, să îmi fii menajeră la noua vilă, pe care o vom cumpăra! Stan răspunde ca Agnes, mi-ar face mare plăcere! apoi Bran discută cu domnul Plumtree, referitor la Agnes! îl roagă să o pună pe Agnes, să cheme un taxi! dar mai întâi vrea să mai discute o dată, cu majordomul Hives! așa că Bran îi ordonă lui Stan, să se îmbrace iar ca majordom! lui Stan nu prea îi place situația, mai ales că el, joacă două roluri! dar o face! și se deghizează din nou, ca Hives! până una alta Bran, i-a mai arătat ce talente are, că știe să cânte la pian! cântă la pian, dar când termină îl lovește la degete pe domnul Plumtree! și apoi, Bran, se scuză și zice spune! îmi pare rău, domnule Crabtree! apoi domnul Plumtree, răspunde! Plumtree, Plumtree! uită-te, pe cartea mea de vizită dacă nu mă crezi! apoi Bran, mă scuzați, domnule Plumtree! apoi vine și Stan, ca majordomul Hives, și îl întreabă domnul Plumtree! cât câștigi pe lună, Hives! în fine, după ce discuțiile se finalizează! domnul Plumtree îi zice spune lui Hives, să o cheme din nou pe Agnes! astfel că Stan, se îmbracă din nou, ca menajera Agnes! și Bran, apoi discută cu domnul Plumtree, și astfel sunt de acord ca Agnes, să aparțină domnului Plumtree, dar și doamnei Plumtree! mai ales că zicea spunea, că a crescut-o de mică, de copilă adică! numai bine însă că apare adevăratul colonelul Buckshot, că și-a uitat ceva! numai că, dă peste, Stan și Bran! care, îl vede pe Stan ca Agnes, care e treaba ei! apoi Stan ca menajera Agnes, răspunde! doriți să vorbiți, cu colonelul Buckshot! apoi adevăratul colonel Buckshot, răspunde! aș fi încântat! apoi Bran apare, și zice spune, nu îmi spuneți cine sunteți! adevăratul colonel Buckshot, răspunde! aștept! Bran stă și se gândește! apoi Stan, îi zice spune, arătându-i să se uite la tabloul cu el, din safari! că avea pușca, și costumația de safari! apoi Bran, răspunde! gata, știu! sunteți colonelul Buckshot, nu-i așa? apoi adevăratul colonel Buckshot, îi spune zice, da eu sunt! apoi, Bran îl împinge pe adevăratul colonel Buckshot, și rămâne pe dinafară! apoi adevăratul colonel Buckshot, strigă! am fost jefuit! poliția, ajutor! apoi adevăratul colonel Buckshot, intră înapoi în vilă! și stă de vorbă cu domnul Plumtree! apoi domnul Plumtree! dar dumneata, cine ești? ai face bine, să ieși din vila asta, imediat! apoi, o patrulă de poliție, vine la cererea colonelului Buckshot, și deschide ușa din cameră! unde Stan și Bran, s-au ascuns! dar s-au costumat într-un costum de antilopă gnu! cei doi Stan și Bran, fug din cameră, polițiștii încearcă să îi oprească, dar colonelul Buckshot trage cu arcul cu săgeți și săgeata nimerește un polițist, dar ei fug pe scări, și se împiedică! merg, ajung pe o stradă, unde văd doi bicicliști, și astfel ei se sperie de costumația de antilopă gnu! după care se urcă pe bicicletă, și polițiștii trag în continuare, ajung într-un tunel! poliștii, îi urmăresc, și întră în tunel! după care, ies, când văd că vine metroul! și practic rămân în pijamale, dar Stan și Bran, scapă în costumația de antilopă gnu, dar merg separat pe bicicletă, mai departe!.

## Distribuție
- Stan Laurel - el-însuși (Stan)
- Oliver Hardy - el-însuși (Bran)
- Harry Bernard - polițist
- Bobby Burns - biciclist
- Betty Mae Crane - fata din introducere
- Beverly Crane - fata din introducere
- Eddie Dunn - majordomul Hives
- James Finlayson - colonelul Wilberforce Buckshot
- Charles K. Gerrard - lordul/domnul Leopold Ambrose Plumtree
- Bill Knight - polițist
- Bob Mimford - polițist
- Gertrude Sutton - menajera Agnes
- Thelma Todd - doamna Plumtree

## Semnificație culturală
Față de alte scurtmetraje cu Laurel și Hardy, introducerea este recitată de două fete în haine ușurete la începutul filmului. Beverly și Betty Mae Crane performează titluri vorbitoare pentru câteva producții ale lui Roach între 1930-31 sezon ca fiind experimental alternativ pe cărți de titlu standard. Este de asemenea primul film al lui Laurel și Hardy care folosește cele mai cunoscute sunete pentru muzica de interior. O variantă ajutătoare a filmelor anterioare ale lui Laurel și Hardy vorbind cu muzică, la începutul acestui film, aceste sunete pot fi auzite regulat în Laurel și Hardy, Our Gang, Charley Chase, The Boy Friends, și celelalte serii sau producții ale lui Roach. Și nu este cazul să fie câteva contemporane în filmele lui Laurel și Hardy, nu există alte limbi străine pentru acest film. Exterioarele au fost filmate la fosta vilă Guasti Villa pe bulevardul West Adams în Los Angeles California, când stăteau, și este casa păcii seminarului teologic și colegiului filozofiei.  